# الشريعة (باخرة)

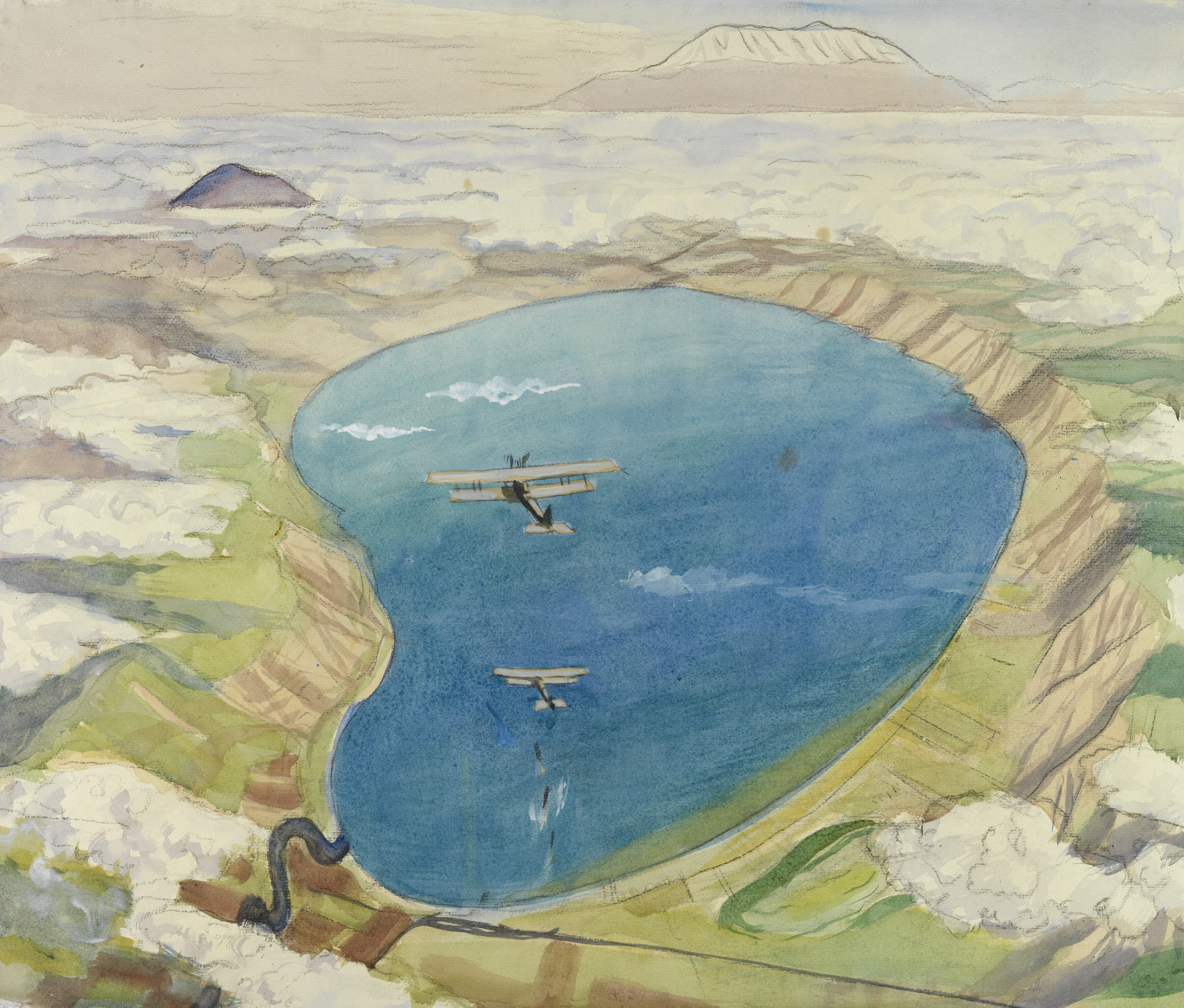
لوحة تُصَوِّر إغراق الباخرة العثمانية "الشريعة"، رُسمت عام 1919، محفوظة في متحف الحرب الإمبراطوري

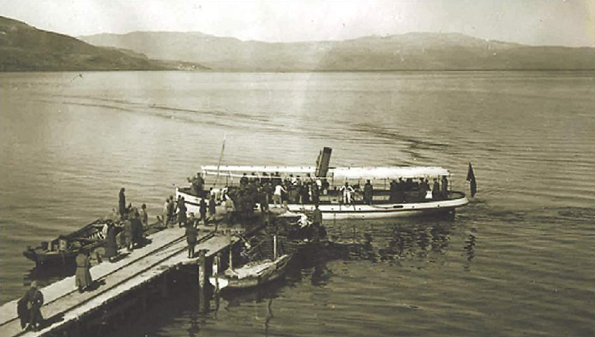
سفينة الشريعة، أو لعلّها باخرة مماثلة لها، 1916-1918

كانت الشريعة سفينة بخارية عثمانية أبحرت في بحيرة طبريا كعبّارة على خط طبريا-سمخ. أغرقتها طائرات سلاح الجو البريطاني في سبتمبر 1918 خلال الحملة على سيناء وفلسطين في الحرب العالمية الأولى.

حلَّقَت طائرات بريطانية فوق الباخرة، وقصفتها بالقنابل، فأغرقتها وهي في طريقها إلى شمال بحيرة طبريا. يقال إن الباخرة، عندما أُغرِقَت كان على متنها صندوق من العملات الذهبية التي نقلها العثمانيون من محطة سكة حديد سمخ أثناء انسحابهم إلى شمال فلسطين. أغرق البريطانيون سفينة عثمانية أخرى بإطلاق النيران عليها من مدفع رشاش كان منصوبًا على الشاطئ.

## العثور على الباخرة
تم رصد موقع الباخرة الغارقة لأول مرة من قبل صيادين محليين من عين جيف وجينوسار الذين أبلغوا عن وجود عائق تحت الماء على عمق حوالي 15 مترًا من البُطيحة. أدت هذه المعلومات إلى إجراء استكشاف أولي قامت به جامعة حيفا في عام 1957. في ذلك الوقت، كان الوصول إلى الموقع ينطوي على مخاطر كبيرة بسبب قرب البُطيحة من الحدود مع سوريا.

في الثمانينيات من القرن العشرين، قام فريق آخر من جامعة حيفا، بقيادة عالم الآثار البحرية أفنير رابان، باستكشاف واستخراج لوحة تحمل اسم الباخرة، وبعض السيوف التي كانت على متنها.

في عام 2012، قامت شركة "يام يافو" بإعادة تحديد موقع بقايا السفينة الغارقة، ووجدت أنّ الجزء الأكبر منها مغمور بالطين والجرف.

لم يُعْثَر قطّ على كنز العملات الذهبيّة الذي قيل إنه كان على متن الباخرة.

## روابط خارجية
- تقرير عن السفينة في موقع walla: "الذهب القابع في بحيرة طبريا: الإسرائيليون الذين غاصوا بحثًا عن سفينة الكنز التي أُغرقت قبل 100 عام" (بالعبرية)
- تقرير في موقع صحيفة: "إسرائيل اليوم": "بحثًا عن الكنز المفقود في قعر بحيرة طبريا" (بالعبرية)